# Diocèse de Constantine et Hippone
Le diocèse de Constantine et Hippone est une Église particulière de l'Église catholique en Algérie, dont le siège est à Constantine.
L'actuel diocèse de Constantine et Hippone (actuellement Annaba) a été rétabli le 25 juillet 1866.
Depuis le 23 septembre 1867, on accole le nom d'Hippone à Constantine, afin de rappeler et rétablir l'antique siège épiscopal de saint Augustin, érigé à la fin du IIe siècle.
La ville d’Hippone fut d'autre part témoin du martyre d’un des siens, Théogène d'Hippone, en 259, lors de la persécution des chrétiens menée par l’empereur romain Valérien.
Suffragant de l'archidiocèse d'Alger, il compterait 200 à 300 fidèles (étrangers, étudiants et migrants d'Afrique subsaharienne) pour 12 millions d'habitants. Au moment de la colonisation française, il a rassemblé jusqu'à 180 000 fidèles. La cathédrale Notre-Dame-des-Sept-Douleurs de Constantine et la basilique Saint-Augustin de Bône (Annaba aujourd'hui) en étaient alors les principaux lieux de culte. Les cinq autres paroisses sont aujourd'hui : Skikda, Sétif, Bejaïa, Batna et Tebessa.

## Histoire
Dès la fin du IIe siècle, la région géographique d'Afrique du Nord correspondant au Maghreb est intégrée à l'empire romain et connaît « une présence chrétienne nombreuse et structurée » qui donne trois papes à l'Église catholique romaine : Victor Ier (IIe siècle), Miltiade (IVe siècle) et Gélase Ier (Ve siècle). Le diocèse d'Hippone est établi vers 250. De cette Église antique se distingue saint Augustin qui devient le cinquième évêque d'Hippone de 397 à 430. Cette présence chrétienne autochtone disparaît progressivement entre le début de la conquête arabo-musulmane en 647 et le XIIe siècle. 
Entre le XIIe siècle et le XIXe siècle, il subsiste une présence chrétienne mais étrangère desservie par des congrégations religieuses locales : il s'agit de commerçants venus du Nord de la Méditerranée, de personnels diplomatiques mais aussi de captifs capturés en mer par des corsaires ou de mercenaires recrutés par les émirs du Maghreb, qui ont tous le privilège de pratiquer leur foi.
Le diocèse d'Hippone n'existe cependant plus lorsqu'arrivent en Algérie à partir de 1830 les militaires puis les colons français. Après la prise d'Alger, la province ecclésiastique de Constantine est administrée par des aumôniers de l'Armée française. Le diocèse d'Alger est refondé en 1838 par le pape Grégoire XVI, en tant que suffragant de l'archidiocèse d'Aix-en-Provence, puis élevé en 1866 par le pape Pie IX au rang d'archidiocèse avec, pour suffragants, les deux diocèses refondés d'Oran et de Constantine. 
L'année suivante, en 1867, le diocèse de Constantine prend le nom de diocèse de Constantine et d'Hippone en souvenir de saint Augustin.

## Cathédrale et basilique mineure
La cathédrale Notre-Dame des Sept-Douleurs de Constantine, dédiée à sainte Marie, est l'ancienne cathédrale du diocèse.
La basilique Saint-Augustin d'Annaba, dédiée à saint Augustin, est, depuis le 24 avril 1914, une basilique mineure et, depuis 1964, la pro-cathédrale du diocèse.

## Évêques

### Premiers évêques d'Hippone
Le diocèse d'Hippone est établi vers 250 ; six évêques sont répertoriés :
- Saint Théogène[7] (256 ? – 259), martyr sous l'empereur Valérien
- Saint Leontius[7],[8],[9](? – 303), martyr sous l'empereur Dioclétien
- Fidentius[8],[10](? – 304), un des vingt martyrs de 304 dont Saint Augustin chantait les louanges
- Valerius ou Valère[9],[10] (avant 388 – 396), d'origine grecque, qui ordonna Saint Augustin et en fit son successeur
- Saint Augustin (354 – 28 août 430), coadjuteur en 395, évêque en 396
- Héraclius, coadjuteur en 426, évêque en 430[9],[11].
- Servandus (mentionné en 1076)[12]

L'évêché n'existe plus au début du XIIe siècle.

### Évêques d'Hippone, siège titulairein partibus infidelium
Pendant des siècles et jusqu'à son rétablissement, ce diocèse était un siège titulaire in partibus infidelium.
- Robert Clément

### Évêque de Constantine
- 1867-1867 : Félix-Joseph-François-Barthélemy de Las Cases[13]

### Évêques de Constantine et Hippone
- 1867-1870 : Félix-Joseph-François-Barthélemy de Las Cases
- 1872-1878 : Joseph-Jean-Louis Robert[14]
- 1878-1880 : Prosper Auguste Dusserre[15]
- 1880-1880 : François-Charles-Marie Gillard[16]
- 1881-1893 : Clément Combes[17]
- 1894-1896 : Ludovic-Henri-Marie-Ixile Julien-Laferrière[18]
- 1896-1913 : Jules-Étienne Gazaniol[19]
- 1913-1916 : Jules-Alexandre-Léon Bouissière[20]
- 1917-1923 : Amiel-François Bessière[21]
- 1924-1945 : Emile-Jean-François Thiénard[22]
- 1946-1954 : Léon-Étienne Duval[23]
- 1954-1970 : Paul Pierre Pinier[24]
- 1970-1983 : Jean Baptiste Joseph Scotto[25]
- 1983-2008 : Gabriel Piroird[26]
- 2008-2016 : Paul Desfarges, SJ[27]
  - 2016-2019 : siège vacant Jean-Marie Jehl (administrateur diocésain)[28]
- 2019-2024 : Nicolas Lhernould[29]
- depuis 2025 : Michel Guillaud